# 小坂田純奈
小坂田 純奈（こさかだ じゅんな、1997年8月20日 - ）は、日本のグラビアアイドル、タレント。北海道釧路市出身。

株式会社アルファベットプロモーション所属。

## 来歴
北海道釧路湖陵高等学校卒業。日本大学文理学部中国語中国文化学科4年在籍時に「ミス日大文理2019」ファイナリストに選ばれたことを機に、2021年8月、さわやかショートカットの元気系グラビアアイドルとしてデビュー。芸能界に憧れていた中で、グラビア仕事のオファーが来たことがデビューのきっかけ。
同年10月にイメージビデオを発売。以降、2022年5月には集英社『週刊プレイボーイ』週プレ編集者隠し玉グランプリにエントリーされたほか、『月刊エンタメ』（徳間書店）、『金のEX』（大洋図書）、『Men’s DVD SEXY』（三和出版）などに次々と掲載された。
2023年6月18日、埼玉県・大門上池調節池広場で行われたカスタムカーイベント「NS ROUNDER Vol.14 SAITAMA」にクイーンカジノガールとして内田瑞穂、橘咲良らと出演した。
釧路cool観光大使。2025年KrushGIRLS。

## 人物
- 爽やかな外見の一方、プライベートでは酒が大好物（基本はビール）としており、配信でも一人飲みをしている[7]。「ビールなら10杯はいける」。「そのあとにサワーにいったり日本酒にいったり」とのこと[8]。酒での失敗談は「酔ってダンスを踊ったら、躓いて顔面から転び、朝起きたら歯にひびが入っていたこと」[9]。
- かつては東京ドームのビールの売り子[10]として働いたこともあり、小・中・大学時代はバスケ部、高校時代はソフトテニス部だった[3]。
- 自身ではセールスポイントを「どこにでもいそうで親近感のある感じのところです」と述べている[4]。
- アイドルライターの北川昌弘は、その特徴をまとめて、「短髪ボーイッシュマニア垂涎のスレンダー適乳ボーイッシュグラドル」のキャッチフレーズを名付けている[2]。座右の銘は「ポンコツ中の天才」[1]。

## 出演

### イメージビデオ
- じゅなたに魅せられて（2021年11月20日、ラインコミュニケーションズ）[11]
- ”純”なだけに（2022年4月22日、エスデジタル）[12]
- 純奈の脈ありサイン（2022年12月27日、エアーコントロール）[13]

### ラウンドガール
| 年     | 大会名 | ユニット名  | 他メンバー                                                       |
| ------ | ------ | ----------- | ---------------------------------------------------------------- |
| 2025年 | Krush  | Krush GIRLS | 冨樫秋穂、瀬戸なみ、杉本愛莉鈴、荻野心、百田汐里、田丸りさ、橘舞 |